# Evelyn Salgado Pineda
Evelyn Cecia Salgado Pineda (Iguala, Guerrero; 5 de febrero de 1982) es una abogada y política mexicana, miembro del partido Morena. Desde el 15 de octubre de 2021 se desempeña como gobernadora del Estado de Guerrero, siendo la primera mujer en ocupar este cargo.

## Primeros años
Evelyn Salgado nació en Iguala, Guerrero. Es hija del político guerrerense y actual senador por dicho estado Félix Salgado Macedonio y de María de Jesús Pineda Echeverría, y la mayor de cinco hermanas. Estudió la licenciatura en derecho en la Universidad La Salle en Cuernavaca, Morelos.

## Trayectoria política
A los 22 años fue asesora del diputado local Guillermo López Ruvalcaba en Morelos. Cuando su padre, Félix Salgado Macedonio fue presidente municipal de Acapulco, ella fue nombrada presidenta del Sistema Nacional para el Desarrollo Integral de la Familia, entre 2006 y 2008. Durante el sexenio de Héctor Astudillo Flores, fue delegada local de Acapulco en la Secretaría de la Mujer en Guerrero.
En 2012, fue precandidata para la diputación local del distrito tres por el Partido de la Revolución Democrática (PRD).

### Candidata de Morena a la gubernatura de Guerrero (2021)
El 27 de abril de 2021, el Tribunal Electoral del Poder Judicial de la Federación (TEPJF) ratificó la cancelación de la candidatura de Félix Salgado Macedonio. Sin embargo, de manera casi instantánea comenzó a especularse que su hija Evelyn sería la candidata de Morena. En dos días, tiempo que se consideró récord, Morena realizó una encuesta en todo el estado de Guerrero, en la cual Evelyn Salgado fue la elegida, con el 37,9 por ciento; por encima de Nestora Salgado que obtuvo el 13,9 por ciento y María de la Luz Núñez Ramos con 10 por ciento. La encuesta fue realizada por teléfono.
El 5 de mayo de 2021, inició su campaña política, junto a su padre, su madre y sus hermanas, en Acapulco, en la colonia La Laja. El discurso con el que abrió la campaña lo dio su padre, señalando que comenzaría una campaña negra en contra de su hija y haciendo críticas al Instituto Nacional Electoral y al TEPJF.
El 9 de mayo, el Instituto Electoral de Participación Ciudadana del Estado de Guerrero (IEPC) hizo pública la boleta electoral del 6 de junio, donde aparece el nombre de Evelyn Salgado Pineda, con el sobrenombre "La Torita"; apodo que hace alusión a la manera en que su padre se autonombra "El Toro sin cerca".
Después de las elecciones del 6 de junio de 2021, el PREP del Instituto Electoral y de Participación Ciudadana de Guerrero señaló que Salgado había obtenido un 46,46% de los votos, sobre un 37,8% de Mario Moreno, candidato de la alianza PRD y PRI, con lo que se convertía prácticamente en ganadora de la contienda.

## Controversias

### Reacciones a su candidatura
Después del anuncio de su candidatura, se cuestionó el método de elección por parte de Morena, así como la posible influencia de su padre, Félix Salgado, para que fuera seleccionada a pesar de su escasa carrera política. Sobre la encuesta interna de Morena, se señaló que en la boleta decía "Evelyn Salgado (hija de Félix Salgado Macedonio)", pues de otra forma los militantes no sabrían quien era. Asimismo, políticos de otros partidos hicieron alusión a que sería una "juanita" (haciendo alusión a Rafael Acosta Ángeles, quien habría participado en una maniobra política para dejar en el cargo a Clara Brugada). Ante estas críticas ella señaló: “No seré una ‘Juanita’, porque con nuestros principios de ideales por delante, vamos a sacar esta encomienda adelante”. La senadora de Morena, y aspirante a la gubernatura Nestora Salgado, criticó la participación de Evelyn Salgado al proceso y su candidatura, señalando que las candidaturas no se heredan.
El 14 de mayo de 2021, un grupo de personas vandalizaron la casa de campaña de Evelyn Salgado, colocando consignas en contra del uso electoral de la Desaparición forzada de los normalistas de Ayotzinapa de 2014. Dichas personas, identificadas como normalistas, llegaron en autobuses de la Escuela Normal Rural Raúl Isidro Burgos. Entre las consignas, pintaron la leyenda "Si no hay justicia para Ayotzinapa, no habrá paz para el gobierno".

### Acusación de nexos de su exesposo con el crimen organizado
El exesposo de Evelyn Salgado, Alfredo Alonso Bustamante, es hijo del empresario Joaquín Alonso Piedra, conocido como “El Abulón” o “El Señor de los fierros”, quien fue señalado por ser el operador financiero de Clara Elena Laboría ("La Gran Señora"), esposa de Héctor Beltrán Leyva, integrante del cártel de los Beltrán Leyva. En 2016, "El Abulón", suegro de Evelyn Salgado, fue detenido por la Policía Federal; sin embargo, fue liberado, debido a las presiones del crimen organizado y los pagos realizados para que no prosperara el proceso judicial. Evelyn Salgado ha dicho que no existe tal nexo con el crimen organizado y que se trata de una guerra sucia.

### Presunta alteración de la bandera de México
El 29 de noviembre de 2021, Salgado develó un mural en el salón del Ejército mexicano en Iguala, Guerrero. En dicho mural aparece una reproducción de la bandera de México, con una alteración en el escudo. La serpiente forma una "S", que según algunos medios, podría hacer alusión a la inicial de su apellido. La alteración se podría considerar una violación a la Ley sobre el Escudo, la Bandera y el Himno Nacional. Evelyn Salgado señaló más tarde que la imagen en realidad correspondía a una escultura que fue donada por artesanos de Pilcaya al 27 Batallón de Infantería en Iguala, y no se trató de una pieza elaborada por su administración o mandada a hacer por ella, y que ella era respetuosa de la bandera. Félix Salgado señaló que la supuesta "S" quedaba a la imaginación e interpretación de la gente.